# Ovadia Yosef
Ovadia Yosef, geboren als Abdullah Youssef, (Hebreeuws: עובדיה יוסף) (Bagdad (Irak), 24 september 1920 – Jeruzalem, 7 oktober 2013) was een Israëlische (opper)rabbijn en tot zijn dood de religieuze leider van het Sefardisch charedisch jodendom.

## Biografie
Yosef kwam als vierjarige naar Israël. Hij was een Talmoed-geleerde en daarnaast rechter (posek) in de joodse wetgeving (halacha). Tijdens de Arabisch-Israëlische oorlog was hij opperrechter in Egypte. 
Van 1973 tot 1983 vervulde hij het ambt van Sefardisch opperrabbijn van Israël. Verder was hij de spirituele leider van het in de Knesset vertegenwoordigde Shas, een politieke partij van Sefardische huize.
Hij verklaarde dat de Halacha, de joodse religieuze wet, toestaat dat ter wille van de vrede en het redden van mensenlevens, delen van het Land Israel mogen worden afgestaan.
Hij probeerde het naleven van de geboden makkelijker te maken voor de mensen en hij wist de grote groep oriëntaalse joden, achtergesteld en onderling nogal verdeeld, te verenigen en tot een politieke machtsfactor te maken
Rabbijn Yosef speelde een sleutelrol in het Sefardisch orthodox jodendom en werd vereerd door zijn volgelingen. Bij de Israëlische verkiezingen van 2006 zei Yosef tegen zijn volgelingen dat iedere charedische jood zijn stem uit zou moeten brengen. Zou dit plaatsvinden dan zou hij een grote invloed op de Israëlische staat uit kunnen oefenen, zo meende hij.
Kritiek was er ook: zo zou hij en zijn partij veel geld aan overheidssubsidie hebben gekregen en besteed aan onderwijsinstellingen van eigen kring. In plaats van het ook aan sociale doelen te besteden
Yosef bracht enkele malen de Israëlische regering in verlegenheid met zijn anti-Palestijnse uitspraken. Zo riep hij tijdens de Tweede Intifada op tot vernietiging van de Arabieren, zonder genade. Later zei hij dat hij "terroristen" had bedoeld te zeggen. Op 28 augustus 2010, aan de vooravond van een vredesoverleg in Washington D.C., bad hij dat "al die gemene mensen die Israël haten, zoals Aboe Mazen, van de wereld verdwijnen. Moge God al die nare mensen met de pest treffen."
Yosef overleed in het najaar van 2013, kort na zijn 93-ste verjaardag. Honderdduizenden religieuze joden woonden zijn begrafenis op het Sanhedria Kerkhof in Jeruzalem bij. Zijn graf werd vervolgens een bedevaartsoord.